# Cam Janssen
Cameron Wesley „Cam“ Janssen (* 15. April 1984 in St. Louis, Missouri) ist ein ehemaliger US-amerikanischer Eishockeyspieler, der im Verlauf seiner aktiven Karriere zwischen 2001 und 2016 unter anderem 346 Spiele für die New Jersey Devils und St. Louis Blues in der National Hockey League (NHL) auf der Position des rechten Flügelstürmers bestritten hat. Janssen verkörperte den Spielertyp des Enforcers.

## Karriere

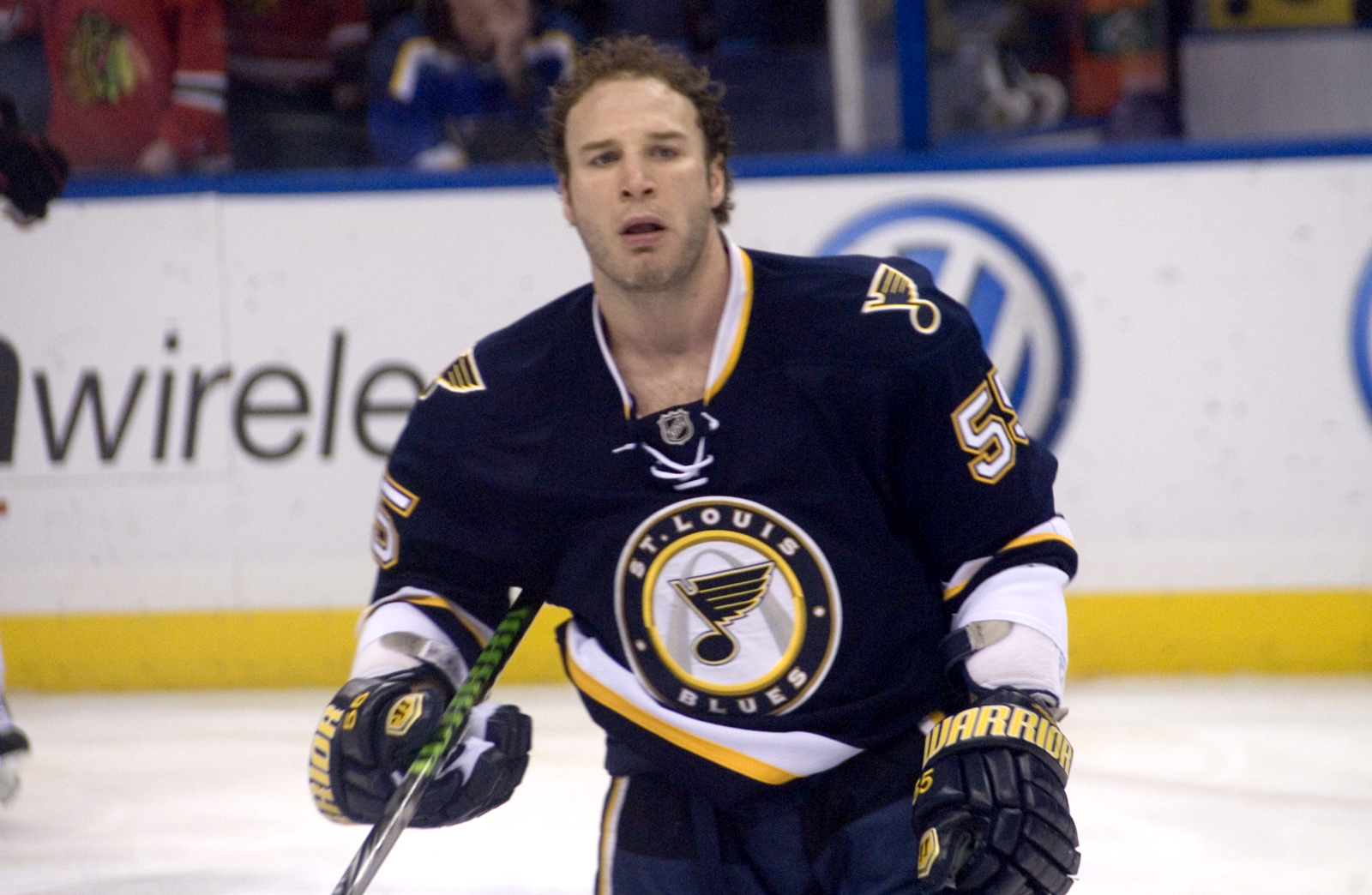
Janssen im Trikot der St. Louis Blues (2011)

Janssen begann seine Karriere als Eishockeyspieler in seiner Heimatstadt, in der er in der Saison 2000/01 für die St. Louis Sting aus der US-amerikanischen Juniorenliga North American Hockey League (NAHL) aktiv war. Anschließend spielte der Angreifer drei Jahre lang in der kanadischen Juniorenliga Ontario Hockey League (OHL) für die Windsor Spitfires und Guelph Storm, wobei er mit Guelph in der Saison 2003/04 den J. Ross Robertson Cup gewann. In seiner Zeit in der OHL wurde er im NHL Entry Draft 2002 in der vierten Runde als insgesamt 117. Spieler von den New Jersey Devils ausgewählt, für die er in der Saison 2005/06 sein Debüt in der National Hockey League gab. Im Vorjahr – während des Lockouts der NHL-Saison – war er ausschließlich für deren Farmteam, die Albany River Rats, in der American Hockey League (AHL) aufgelaufen.
In der Saison 2007/08 begann Janssen bei New Jerseys AHL-Farmteam Lowell Devils, für die er nur drei Spiele absolvierte, ehe er am 26. Februar 2008 im Tausch für Bryce Salvador an die St. Louis Blues abgegeben wurde. Für diese spielte er in der Folge regelmäßig in der NHL. Am 14. Juli 2011 unterzeichnete Janssen als Free Agent einen Kontrakt bei den New Jersey Devils, bei denen er, nach 48 NHL-Spielen im ersten Jahr, überwiegend bei den Albany Devils in der AHL zum Einsatz kam.
Nach der Saison 2014/15 erhielt Janssen keinen neuen Vertrag, sodass er Nordamerika verließ und sich den Nottingham Panthers aus der britischen Elite Ice Hockey League (EIHL) anschloss. Dort gewann er mit dem Team im Saisonverlauf den Challenge Cup und die Playoffs. Sein Einjahresvertrag wurde dort bereits im März 2016 um zwei weitere Jahre verlängert, ehe er seine aktive Karriere im August 2016 unerwartet beendete, da er eine Stelle bei einem Radiosender im Raum St. Louis angenommen hatte.

## Erfolge und Auszeichnungen
- 2004 J.-Ross-Robertson-Cup-Gewinn mit den Guelph Storm
- 2016 EIHL-Challenge-Cup-Gewinn mit den Nottingham Panthers
- 2016 EIHL-Playoffgewinn mit den Nottingham Panthers

## Karrierestatistik
(Legende zur Spielerstatistik: Sp oder GP = absolvierte Spiele; T oder G = erzielte Tore; V oder A = erzielte Assists; Pkt oder Pts = erzielte Scorerpunkte; SM oder PIM = erhaltene Strafminuten; +/− = Plus/Minus-Bilanz; PP = erzielte Überzahltore; SH = erzielte Unterzahltore; GW = erzielte Siegtore; 1 Play-downs/Relegation; Kursiv: Statistik nicht vollständig)